# Cephalopholis igarashiensis
Cephalopholis igarashiensis  (лат.) — вид лучепёрых рыб из семейства каменных окуней (Serranidae). Распространены в западной части Тихого океана и восточной части Индийского океана. Максимальная длина тела 43 см. Морские бентопелагические рыбы.

## Описание
Тело удлинённое, массивное, несколько сжато с боков; по бокам покрыто ктеноидной чешуёй. Единственный представитель рода гарруп, у которого высота тела превышает длину головы. Высота тела укладывается 2,0—2,4 раза в стандартную длину тела (у особей длиной от 13 до 29 см). Длина головы укладывается 2,3—2,5 раза в стандартную длину тела. Верхний профиль головы прямой или немного вогнутый. Межглазничное расстояние плоское. Затылок заметно выпуклый. Предкрышка закруглённая, с зазубренными краями, вентральная зазубрина увеличена; нижний край неправильной формы и скрыт под кожей. Верхний край жаберной крышки сильно выпуклый. Верхняя челюсть без чешуи, её окончание доходит до вертикали, проходящей через задний край глаза; на заднем нижнем углу есть вступающий нарост. На верхней части первой жаберной дуге 8—9, а на нижней — 16—17 жаберных тычинок. В спинном плавнике 9 жёстких и 14 мягких лучей; мембраны между жёсткими лучами усечены. В анальном плавнике 3 жёстких и 9 мягких лучей. В грудных плавниках 18—19 мягких лучей. Брюшные плавники короче грудных, их окончания доходят до или заходят за анальное отверстие. Высота хвостового стебля равна или немного больше его длины. Хвостовой плавник закруглённый.  Боковая линия с 60—65 чешуйками, делает дугу над грудными плавниками. Вдоль боковой линии 101—117 рядов чешуи, чешуи по бокам тела без дополнительных чешуек.
Голова, тело и плавники красновато-оранжевые. По спинной части тела проходят 7 лимонно-жёлтых полос, заходящих на спинной плавник. От глаз расходятся три широкие жёлтые полосы. Молодые особи желтоватые, с большим чёрным пятном на спинном плавнике, брюшные плавники и окончания мембран колючей части спинного плавника черноватые.
Максимальная длина тела 43 см.

## Ареал и места обитания
Распространены в тропических и субтропических водах западной части Тихого океана от юга Японии до Фиджи и Французской Полинезии, включая Тайвань, Филиппины, Таити. В восточной части Индийского океана встречаются у берегов северо-западной Австралии (рифы Роули). Обитают на крутых склонах рифов, у подводных возвышенностей и прибрежных банках на глубине от 64 до 250 м. Питаются мелкими рыбами и ракообразными. Максимальная продолжительность жизни превышает 40 лет.